# Церковь Реколлекции (Леон)
Церковь Реколлекции (исп. Iglesia de La Recolección) — католический храм в историческом центре города Леон. Памятник архитектуры мексиканского барокко, яркая достопримечательность первой столицы Никарагуа. Посвящена Богородице Скорбящей и Святому Филиппу Нери.
Церковь Реколлекции, заложенная 5 декабря 1786 года епископом Хуаном Феликсом де Вильегасом и освящённая в 1788 году, первоначально принадлежала братьям-ораторианцам. При конфискации имущества монастырских орденов 1829 года она стала епархиальной приходской церковью. Когда в 1871 году изгнанные из Гватемалы иезуиты нашли прибежище в Никарагуа, они обосновались при церкви Реколлекции и организовали здесь католическую школу. В конце 1870-х годов в ней обучался поэт Рубен Дарио, оставивший свои воспоминания об отцах иезуитах. В 1881 году орден иезуитов покинул Никарагуа, церковь вновь стала приходской. В 1898 году из разрушенной землетрясением Старой больницы Сан-Висенте сюда переехали Дочери милосердия. В это же время прибыли монахи ордена Лазаристов, под чьим управлением церковь Реколлекции остаётся по сей день.
Благодаря барочному главному фасаду в тёплых охристых тонах, церковь Реколлекции слывёт одной из самых красивых не только в Леоне, но и во всём Никарагуа. Подобно резному ретабло, фасад разделён спирально оформленными колоннами на пять полей в четыре яруса. Поля украшены барельефами в форме медальонов с символами Святых Даров, Крестного пути, Животворящего Креста и Воскресения Господня, а венчает композицию Чудесный медальон Непорочного Зачатия. С юга к главному фасаду примыкает невысокая колокольня с часами.
Главный барочный алтарь трёхнефного храма, богато украшенный серебром, посвящён Непорочному зачатию Девы Марии, в его боковых нишах — образы Святого Иосифа и Святого Викентия де Поля. Боковые алтари в честь Богоматери Неустанной Помощи, Богоматери Гваделупской, Превятого Сердца, Младенца Иисуса Пражского и Святого Антония Падуанского более тяготеют к неоклассицизму. В интерьере церкви привлекают внимание тонкие колонны из красного дерева, поддерживающие потолок, украшенный мотивами урожая (Recolección).